# Сюй (гексаграмма)
Сюй (кит. 需; пиньинь: xū)
5-я из 64-х гексаграмм «Ицзина». Необходимость ждать.
Внизу триграмма Цянь (Небо; 乾), вверху триграмма Кань (Вода; 坎).

## Перевод гадательных формул и афоризмов
需，有孚，光亨，贞吉；利涉大川。
Необходимость ждать, обладание правдой, ясно проявляться, стойкость к счастью; благоприятен брод через великую реку.
初九，需于郊，利用恒，无咎。
В начале сплошная, ждать на окраине, благоприятно применение постоянства, порицания не будет.
九二，需于沙，小有言，终吉。
Вторая — сплошная, ждать на отмели, иметь незначительный разговор, в конце концов — счастье.
九三，需于泥，致寇至。
Третья — сплошная, ждать в иле, близится приход разбойников.
六四，需于血，出自穴。
Четвёртая — прерывистая, ждать в крови, выйти из пещеры.
九五，需于酒食，贞吉。
Пятая — сплошная, ждать за вином и яствами, стойкость к счастью.
上六，入于穴，有不速之客三人来，敬之终吉。
Верхняя — прерывистая, войти в пещеру, придут три неспешных гостя, с уважением их встретишь — в конце концов будет счастье.

## Комментарий
Общий комментарий: Умение ждать — необходимое условие успешной деятельности. Форсирование событий может привести к поражению. Иллюстрацией данного положения может служить история, рассказанная Мэн-цзы, ставшая впоследствии основой популярного в Китае чэнъюя «Тянуть ростки, помогая им расти».
В то же время умение ждать не равнозначно пассивному ожиданию. Нижняя триграмма «Творчество» описывает внутренний аспект, верхняя триграмма «Вода» — внешний аспект. Структура замысла только формируется, её черты ещё кроются в тумане. Было бы ошибкой «тянуть ростки, помогая им расти», но одновременно, не подготовить почву, ожидая, что рассада вырастет сама, значит также не получить урожай.
Правильно созданные причины будущих событий в сочетании с хорошо просчитанной паузой приводят к тому, что замысел творчества кристаллизуется в ясную схему. И хотя бесформенность тумана сменяется бурным потоком полноводной реки, это уже не смущает разум. Поэтому переход вброд благоприятен.
Первая черта: Любая осознанная деятельность начинается с усвоения опыта предшественников. Поэтому на начальном этапе познания неизбежно приходится начинать на окраине, а не в гуще событий, требующих наличия собственного опыта. Но игнорировать или перескочить этот этап невозможно, поэтому сказано: ждать на окраине.
Вторая черта: На втором этапе уже можно взглянуть на мир своими глазами, чтобы сравнить его с теоретическим описанием. Хотя и в этой ситуации опять возникает определённый дисбаланс между желанием форсировать события или оставить все как есть — «иметь незначительный разговор». Но тот, кто владеет чувством момента, выберет единственно верный вариант — ждать на берегу. Поэтому в конце концов будет счастье.
Третья черта: Необходимость ждать на третьем этапе диктуется тактическими соображениями. Третья черта — последняя черта триграммы «Творчество». Верхняя триграмма «Вода» уже омывает ноги. Приобретенные навыки и знания рождают уверенность в своих силах. Остается перед решительным штурмом лишь оценить скорость течения, температуру воды и прочие параметры, недоступные на втором этапе. Поэтому сказано: ждать в иле, близится приход разбойников.
Четвертая черта: Четвёртый этап самый драматический. Интенсивность событий настолько велика, что напоминает кровавую битву. Но, несмотря на это, умение ждать подсказывает, что самое время выйти из пещеры и проявить себя. Мастерство позволяет предугадывать разворачивающиеся события, и остается только ждать, чтобы вступить в действие в нужный момент и нужном месте. Поэтому сказано: ждать в крови.
Пятая черта: Сражения и битвы уже в прошлом. Всё завоевано и постигнуто. Исчезла необходимость в какой-либо активной деятельности. Время ожидания спокойно проходит за столом с напитками и яствами.
Шестая черта: Подобно тому, как пианист став виртуозом, перестает обращать внимание на пальцы, так и необходимость отслеживать ожидание также отпадает. Предел мастерства достигнут, самое время для того, чтобы удалиться обратно в пещеру, из которой вышел. Там в тишине и одиночестве, в водах реки можно наблюдать отражение первых трех подготовительных этапов, которые заложили основу для успешной переправы. Поэтому сказано: придут три неспешных гостя.
| Кунь (Земля) | Гэнь (Гора) | Кань (Вода) | Сунь (Ветер) | Чжэнь (Гром) | Ли (Огонь) | Дуй (Водоём) | Цянь (Небо) | Верхняя триграммаНижняя триграмма |
| ------------ | ----------- | ----------- | ------------ | ------------ | ---------- | ------------ | ----------- | --------------------------------- |
| 11.Тай       | 26.Да-чу    | 5.Сюй       | 9.Сяо-чу     | 34.Да-чжуань | 14.Да-ю    | 43.Гуай      | 1.Цянь      | Цянь (Небо)                       |
| 19.Линь      | 41.Сунь     | 60.Цзе      | 61.Чжун-фу   | 54.Гуй-мэй   | 38.Куй     | 58.Дуй       | 10.Ли       | Дуй (Водоём)                      |
| 36.Мин-и     | 22.Би       | 63.Цзи-цзи  | 37.Цзя-жэнь  | 55.Фян       | 30.Ли      | 49.Гэ        | 13.Тун-жэнь | Ли (Огонь)                        |
| 24.Фу        | 27.И        | 3.Чжунь     | 42.И         | 51.Чжэнь     | 21.Ши-хо   | 17.Суй       | 25.У-ван    | Чжэнь (Гром)                      |
| 46.Шэн       | 18.Гу       | 48.Цзин     | 57.Сунь      | 32.Хэн       | 50.Дин     | 28.Да-го     | 44.Гоу      | Сунь (Ветер)                      |
| 7.Ши         | 4.Мэн       | 29.Кань     | 59.Хуань     | 40.Цзе       | 64.Вэй-цзи | 47.Кунь      | 6.Сун       | Кань (Вода)                       |
| 15.Цянь      | 52.Гэнь     | 39.Цзянь    | 53.Цзянь     | 62.Сяо-го    | 56.Люй     | 31.Сянь      | 33.Дунь     | Гэнь (Гора)                       |
| 2.Кунь       | 23.Бо       | 8.Би        | 20.Гуань     | 16.Юй        | 35.Цзинь   | 45.Цуй       | 12.Пи       | Кунь (Земля)                      |